# Mila (Fernsehserie)
Mila ist eine deutsche, als Daily Romantic Comedy angekündigte, Vorabendserie, die vom 7. bis zum 18. September 2015 auf Sat.1 ausgestrahlt wurde. Die Erstausstrahlung der restlichen Episoden fand sonntags auf Sat.1 emotions statt, die Free-TV-Premiere erfolgte in der Woche danach werktäglich auf sixx. Puls 4 strahlte in Österreich die ersten 31 Episoden der Serie von 7. September 2015 bis 16. Oktober 2015 am Vorabend aus.

## Handlung

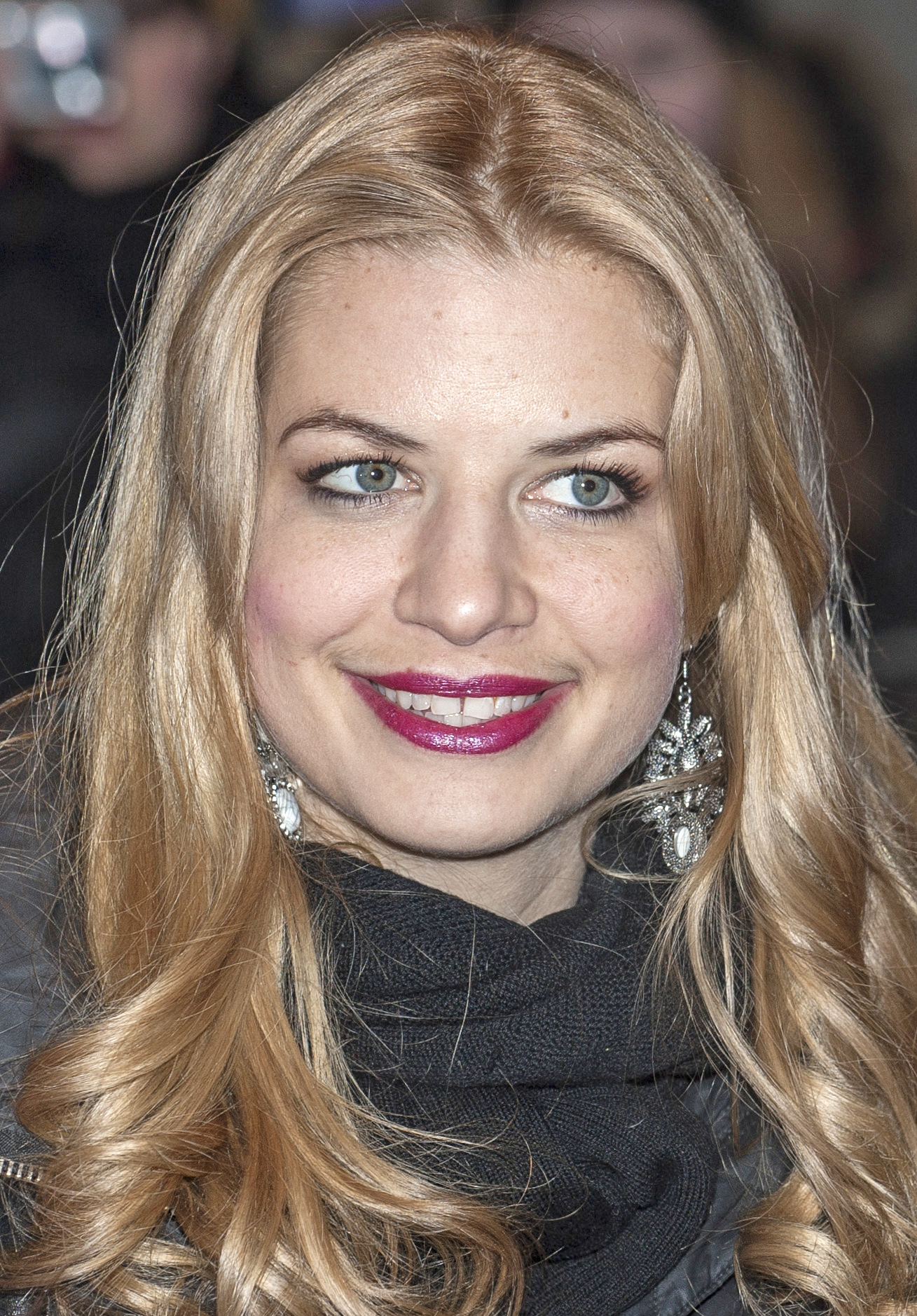
Susan Sideropoulos spielt Mila Zellinger

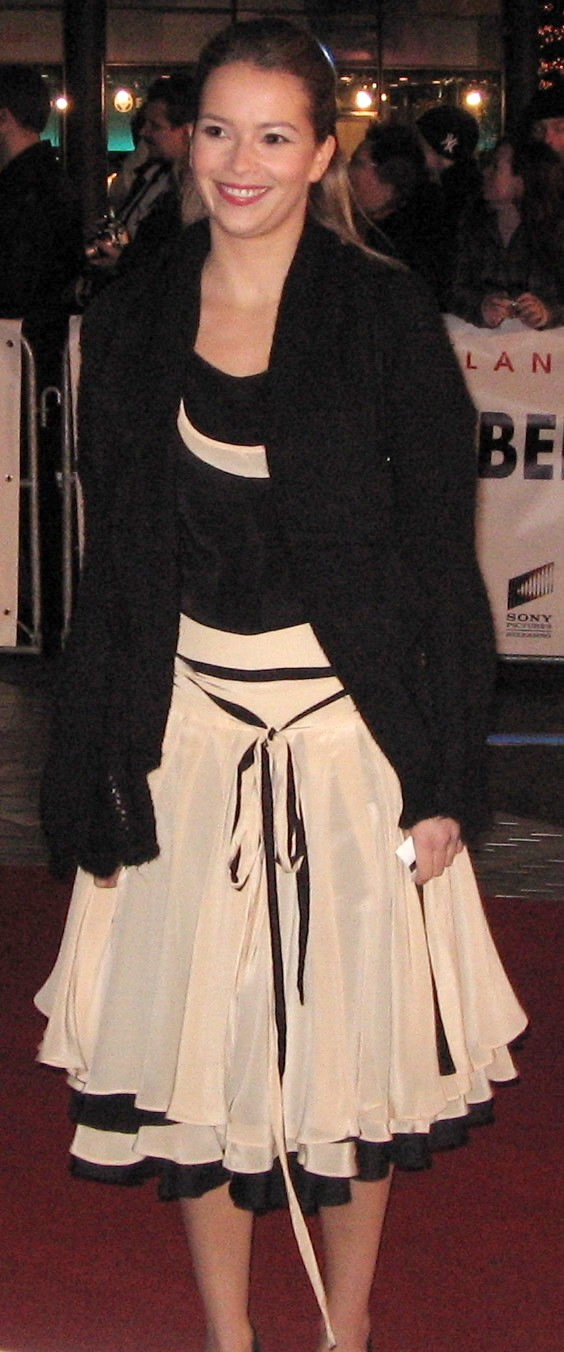
Laura Osswald spielt Sally Hauser

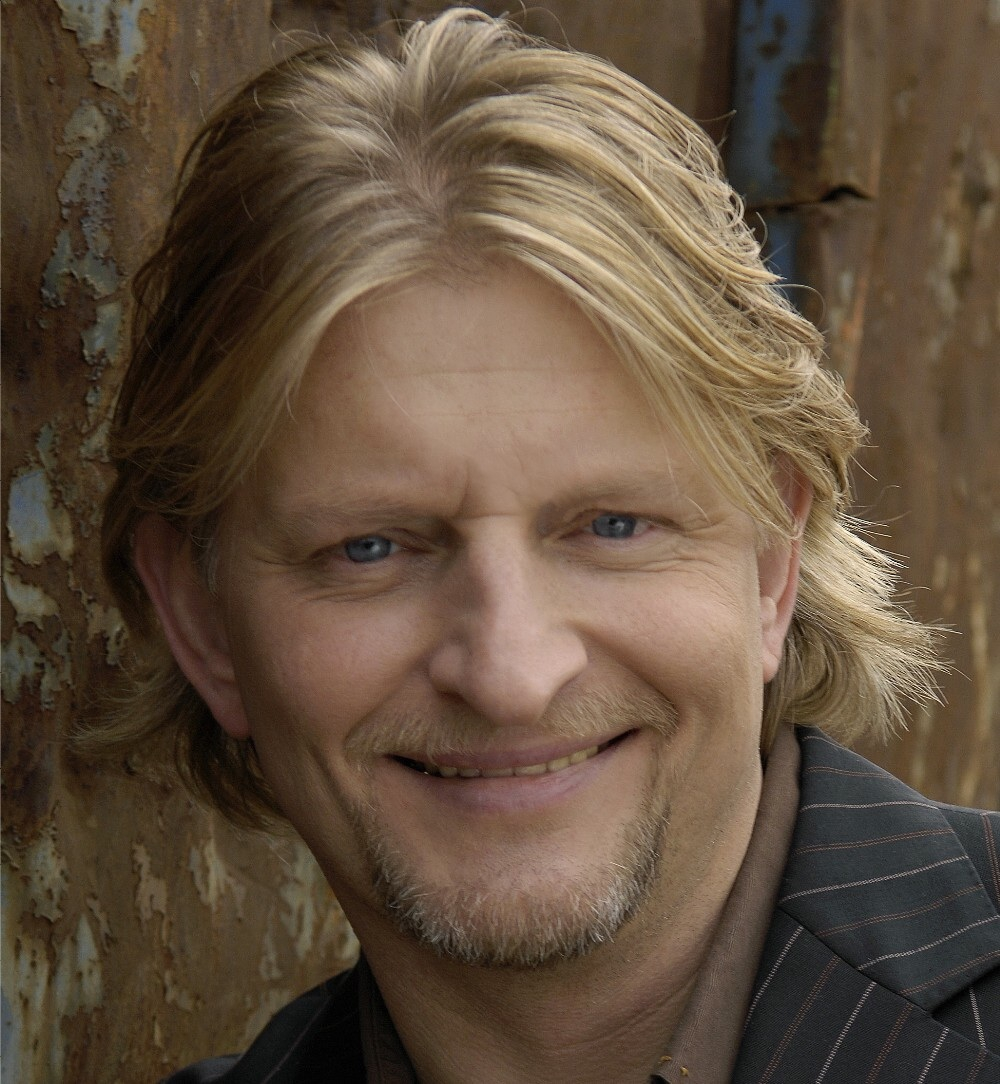
Frank Kessler spielt Bernd Ritter

Die Serie handelt von Mila Zellinger, deren Leben aus den Fugen gerät, als sie von der Verlobung ihrer zehn Jahre jüngeren Schwester Luisa erfährt. Frustriert ist der Dauersingle Mila daraufhin auf der Suche nach Mr. Right und hat sich vorgenommen, bis zur Hochzeit ihrer Schwester in 287 Tagen die wahre Liebe zu finden.

## Produktion
Die Dreharbeiten begannen im Juni 2015 in Berlin. Regie in der Serie führten abwechselnd Patrick Caputo, Gudrun Scheerer, Britta Keils und Jurij Neumann. Chefautor war Jan Friedhoff. Die Dreharbeiten wurden Anfang Oktober 2015 nach 75 Episoden eingestellt. Ursprünglich waren mindestens 287 Folgen geplant.

## Ausstrahlung und Zuschauerzahlen
Vor dem Start der Serie wollten sich die Verantwortlichen beim Sender nicht darauf festlegen, ob die Serie eine in sich abgeschlossene Telenovela oder eine potenziell endlose Seifenoper werden würde.
Die erste Episode wurde am 7. September 2015 ausgestrahlt, erreichte in der Zielgruppe der 14- bis 49-Jährigen aber lediglich einen Marktanteil von 6,4 %.
Im Laufe der nächsten Episoden fielen die Quoten weiter bis auf 4 % und lagen damit unterhalb denen der abgesetzten Show Newtopia, die zuvor auf diesem Sendeplatz gelaufen war. Eine Sat.1-Sprecherin erklärte wenige Tage nach der Premiere, dass der Sender bis auf weiteres trotz der niedrigen Zuschauerzahlen an der Serie festhalten wolle, denn „Daily Soap [sei] Marathon, kein Sprint“.
Nachdem die Zuschauerzahlen jedoch auch in der darauffolgenden Woche deutlich unter den Erwartungen geblieben waren, wurde die Serie am 18. September auf Sat.1 abgesetzt. Auch nach der Absetzung setzte man die Produktion noch fort, um den Handlungsstrang in verkürzter Form inhaltlich zu einem Ende zu bringen, so wurden bis zum Ende 75 Episoden produziert. Die Erstausstrahlung erfolgte nun bei Sat.1 Emotions mit mehreren Episoden am Sonntagabend. Die FreeTV-Ausstrahlung dieser geschah am Folgesamstag Abend bei sixx, doch auch diese Ausstrahlungen wurden nach kurzer Zeit wegen niedriger Quoten wieder aufgegeben – so sahen etwa am 3. Oktober nur 90.000 Menschen zu, der Marktanteil in der werberelevanten Zielgruppe betrug nur 0,6 %. Bei Puls 4 in Österreich hielt man vorerst auch nach der Absetzung auf Sat.1 an dem Programmplatz am Vorabend fest. Mitte Oktober wurde die Serie dann aber auch in Österreich abgesetzt, der Programmplatz am Vorabend mit zwei Episoden von Family Guy gefüllt. Die letzte Episode auf Puls 4 lief am 16. Oktober 2015.

## Besetzung
Die folgende Tabelle ist nach der Reihenfolge des Einstiegs der Schauspieler geordnet.
| Schauspieler       | Rollenname                          | Episoden | Zeitraum | Bemerkungen |
| ------------------ | ----------------------------------- | -------- | -------- | --- |
| Susan Sideropoulos | Mila Zellinger, anerk., geb. Ritter | 1–75     | 2015     | Protagonistin Redakteurin beim Heart-Magazin Halbschwester von Luisa; Tochter von Felicitas und Bernd; Stieftochter von Hendrik; beste Freundin von Sally |
| Florian Odendahl   | Nick Schröder                       | 1–75     | 2015     | Fotograf beim Heart-Magazin Ex-Affäre von Nikita |
| Laura Osswald      | Sally Hauser                        | 1–75     | 2015     | beste Freundin und Mitbewohnerin von Mila |
| Jenny Bach         | Luisa Zellinger                     | 1–75     | 2015     | Halbschwester von Mila; Tochter von Felicitas und Hendrik; Verlobte von Julian                                                                            |
| Claudia Lietz      | Felicitas Zellinger, gesch. Ritter  | 1–75     | 2015     | Mutter von Mila und Luisa; Ehefrau von Hendrik; Ex-Ehefrau von Bernd.                                                                                     |
| Stephan Baumecker  | Dr. Hendrik Zellinger               | 1–75     | 2015     | Oberarzt der Orthopädie Ehemann von Felicitas; Vater von Luisa; Stiefvater von Mila                                                                       |
| Simone Hanselmann  | Theresa Kasten                      | 1–75     | 2015     | Chefin beim Heart-Magazin |
| Oliver Bender      | Dr. Julian Hofer                    | 1–75     | 2015     | Schönheitschirurg Verlobter von Luisa |
| Tino Lindenberg    | Uwe Blond                           | 1–75     | 2015     | Marketingchef beim Heart-Magazin |
| Andreas Nickl      | Rudi Seeler                         | 1–75     | 2015     | Mitarbeiter beim Heart-Magazin |
| Dennis Schigiol    | Nils Thaler                         | 1–75     | 2015     | Mitarbeiter beim Heart-Magazin |
| Sarah Schindler    | Nadine Templin                      | 1–75     | 2015     | Team-Assistentin beim Heart-Magazin |
| Frank Kessler      | Bernd Ritter                        | 2–75     | 2015     | Vater von Mila; Ex-Mann von Felicitas |
| Eva Mannschott     | Sylvia Dressler                     | 2–75     | 2015     | Kosmetikerin beste Freundin von Felicitas |
| Nika Weckler       | Kathi Tackenfeld                    | 2–75     | 2015     | Social-Media-Managerin beim Heart-Magazin |
| Isabella Vinet     | Antonia „Toni“ Krüger               | 22–75    | 2015     | Praktikantin beim Heart-Magazin |

## Gastauftritte
- Sven Martinek (Episode 1)
- Larissa Marolt (Episode 2)
- Ingrid van Bergen (Episoden 5 und 6)[10]
- Jochen Schropp (Episoden 7–10, Episode 26)
- Shirin Soraya (Episode 7)
- Dominic Boeer (Episode 25)
- Eugen Bauder (Episode 32 & 33)
- Martin Walde (Episode 37 & 39)
- Daniel Fritz (Episode 45)[11]
- Nic Romm (Episode 48)[12]
- Alexander Schubert (Episode 53)[13]
- Diego Wallraff (Episode 56)
- Alexander Milo